# 紐波特鎮區 (北達科他州麥克亨利縣)
紐波特鎮區（英語：Newport Township）是位於美國北達科他州麥克亨利縣的一個鎮區。

## 地方資料
紐波特鎮區的面積為92.54平方千米，皆為陸地。根據2020年美國人口普查的數據，當地共有人口102人，而人口密度為每平方千米1.1人。